# Mircea (skoleskib)
Mircea er et rumænsk skoleskib bygget 1939 med rigning som en 3 mastet bark. Sejlskibet er opkaldt efter fyrst Mircea den Ældre af Valakiet.
Skibet byggedes 1938-1939 af Blohm & Voss-skibsværftet i Hamborg med stålskrog og hjælpemotor som det sidste af 4 skoleskib i Gorch Fock-klassen og indgik 17. maj 1939 i den kongelige rumænske flåde.
Efter 2. verdenskrig blev skibet taget som krigsbytte af USSR, men kort efter returneret til Rumænien, hvor det har hjemhavn i Constanţa ved Sortehavet.
I 1966 blev skibet gennemrenoveret af Blohm & Voss. Skibet har deltaget i The Tall Ships' Races.

## Data
- 3 mastet bark
- Skrog i stål
- Længde: 73,7 m
- Total længde: 82,1 m
- Bredde: 12 m
- Højde: 42 m
- Dybgang: 5,2 m
- Sejl overflade: 1800 m2 (23 sejl)
- Besætning: 210
- Hastighed: 10 knob (ca. 19 km/h)
- Motor: 809 kW/1100 hk (diesel)